# 祝村
祝村（いわいむら）は山梨県東八代郡にあった村。現在の甲州市南西部、日川左岸、中央自動車道勝沼インターチェンジ周辺にあたる。

## 地理
- 山：石尊山
- 河川：日川

## 歴史
- 1875年（明治8年）2月15日 - 八代郡藤井村・下岩崎村・上岩崎村が合併して祝村となる。
- 1878年（明治11年）7月22日 - 郡区町村編制法の施行により、祝村が東八代郡の所属となる。
- 1889年（明治22年）7月1日 - 町村制の施行により、祝村が単独で自治体を形成。
- 1954年（昭和29年）4月5日 - 東山梨郡勝沼町・菱山村・東雲村と合併し、改めて東山梨郡勝沼町が発足。同日祝村廃止。
- 2005年（平成17年）11月1日 - 勝沼町が塩山市・大和村と合併して甲州市が発足。

## 交通

### 道路
- 国道20号

現在は旧村域に中央自動車道の勝沼インターチェンジが所在するが、当時は未開通。

## 名所・旧跡・観光スポット・祭事・催事
- 宮光園
- 龍憲セラー

## 出身著名人
- 網野善右衛門（貴族院多額納税者議員）